# 7 histoires de Lucky Luke
7 histoires de Lucky Luke est le 42e album (mais il porte le no 11, l'éditeur ayant changé) mettant en scène le personnage de Lucky Luke, sorti en 1974. Les dessins sont de Morris sur des scénarios de René Goscinny.

## Histoires

### Le desperado à la dent de lait
Un fermier demande à Lucky Luke d'amener son Johnny fils chez le dentiste à Sleepy Gulch.
L'histoire est parue dans le journal Lucky Luke, du no 1 (mars 1974).

### L'Hospitalité de l'Ouest
Lucky Luke demande l'hospitalité à des fermiers qui lui demandent, avec leurs voisins, de participer à l'élection de la plus belle fille des deux familles.
L'histoire est parue dans le journal Lucky Luke, du no 2 (avril 1974).

### Maverick
Pour les articles homonymes, voir Maverick.
Maverick est un veau errant, que se disputent deux fermiers. Lucky Luke tente de les départager.

#### Revues
L'histoire est parue dans le journal Lucky Luke, du no 3 (mai 1974).

### L'Égal de Wyatt Earp
Louella Jingle refuse d'épouser Leroy Blastwater s'il ne devient pas shérif de Chestnut Town. Mais il est tellement maladroit au tir qu'il a peu de chance d'y arriver. Lucky Luke va l'aider.
L'histoire est parue dans le journal Lucky Luke, du no 4 (juin 1974).

### Le Colporteur
Lucky Luke fait un bout de chemin avec un colporteur lorsqu'ils sont attaqués par des Indiens.
L'histoire est parue dans le journal Lucky Luke, du no 5 (juillet 1974).

### Passage dangereux
Un couple de pionniers est décidé à aller vers l'Ouest, mais leur chemin est barré par un torrent. Lucky Luke va les aider à traverser.
L'histoire est parue dans le journal Lucky Luke, du no 6 (août 1974).

### Sonate en colt majeur
Robert Flaxhair, pianiste de saloon à Nothing Gulch, est invité à jouer du Mozart, son idole, au théâtre de Houston. Mais le trac le paralyse complètement. Lucky Luke va l'aider.
L'histoire est parue dans le no 7 du journal Lucky Luke (septembre 1974).

## Adaptation
Les histoires « Le Colporteur », « Passage dangereux » et « L'égal de Wyatt Earp » (fusionnée avec « Défi à Lucky Luke », qui donne son nom à l'épisode) de cet album ont été adaptées dans la série animée Lucky Luke, diffusée pour la première fois en 1991.

## Sources
- www.bedetheque.com, « Lucky Luke » (consulté le 11 août 2008)
- www.lucky-luke.com, « Lucky Luke » (consulté le 11 août 2008)
- www.fandeluckyluke.com, « 7 histoires de Lucky Luke » (consulté le 11 août 2008)